# Rybienko Nowe
Rybienko Nowe – wieś w Polsce położona w województwie mazowieckim, w powiecie wyszkowskim, w gminie Wyszków. Ma status sołectwa.
W dniach 28-31 maja 1943 w Rybienku Nowym, rozstrzelano w egzekucji masowej 100 osób, w odwecie za zabicie naczelnika powiatu.
W latach 1975–1998 miejscowość administracyjnie należała do województwa ostrołęckiego.
Wierni Kościoła rzymskokatolickiego należą do parafii św. Wojciecha w Wyszkowie lub do parafii Świętej Rodziny w Wyszkowie.